# Икерасаарсук
Икерасаарсук[уточнить] (дат. Ikerasaarsuk) — поселение в коммуне Каасуитсуп в западной Гренландии. Население на 2010 год — 106 человек.

## Транспорт
Зимой до поселения можно добраться только вертолётом. Рейсы в Аасиаат уникальны тем, что они осуществляются только зимой и весной.
Летом и осенью, когда воды залива Диско судоходны, до поселения добраться можно по морю. На пароме добраться можно также до Кангаатсиака, Атту, Игинниарфика, Ниакорнаарсука и Аасиаата.

## Население
За последние два десятилетия население Икерасаарсука увеличилось вдвое в 1990-х годах и стабилизировалось в 2000-х годах.